# Смарагдова огранка

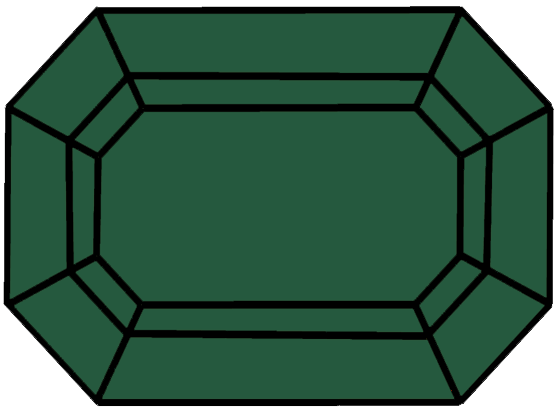

Схема смарагдової огранки

Огра́нка смара́гдова — один з видів огранки дорогоцінних каменів. 
Являє собою сходинкову огранку при восьмикутній формі каменя. Використовується головним чином для огранювання смарагдів, інколи – для алмазів та інших дорогоцінних каменів.